# Sentelie
Sentelie település Franciaországban, Somme megyében. Lakosainak száma 212 fő (2022. január 1.). Sentelie Dargies, Bergicourt, Brassy, Courcelles-sous-Thoix, Guizancourt, Poix-de-Picardie és Thoix községekkel határos.

## Népesség
A település népessége az elmúlt években az alábbi módon változott:
| Lakosok száma | 200  | 201  | 208  | 208  | 212  | 212  | 208  | 208  | 212  |
|               | 2013 | 2015 | 2016 | 2017 | 2018 | 2019 | 2020 | 2021 | 2022 |